# Nucléase
Une nucléase est une hydrolase qui clive les liaisons phosphodiester de brins d'acides nucléiques entre deux nucléotides.